# Ангоя
Анго́я — посёлок в Северо-Байкальском районе Бурятии. Образует сельское поселение «Ангоянское».
В посёлке — железнодорожная станция Ангоя Восточно-Сибирской железной дороги на Байкало-Амурской магистрали.

## География
Расположен на правобережье Верхней Ангары (в 1 км к северу от русла реки), в 96 км к северо-востоку от районного центра, посёлка Нижнеангарска, и в 120 км от города Северобайкальска. 
В переводе с эвенкийского название Ангоя означает «пасть, ущелье» — посёлок находится в узкой долине между двумя горными грядами.

## История
Посёлок начал возводиться представителями АзБАМстроя в 1983 году, и к началу 1990-х годов обрёл свой сегодняшний вид. В 2008 году вокзалу станции Ангоя присвоили имя третьего президента Азербайджана Гейдара Алиева, о чём свидетельствует мемориальная табличка на фасаде вокзала.

## Население
| 2002 | 2010 | 2012 | 2013 | 2014 | 2015 | 2016 |
| ---- | ---- | ---- | ---- | ---- | ---- | ---- |
| 716  | ↘665 | ↘662 | ↘659 | ↗661 | ↗673 | ↘651 |
| 2017 | 2018 | 2019 | 2020 | 2021 | 2023 | 2024 |
| ↘638 | ↘627 | ↘615 | ↘601 | ↘562 | ↘541 | ↘524 |

## Экономика
Основные рабочие места обеспечивает железная дорога, также в посёлке работают школа, детский сад, магазины, лесозаготовительные предприятия; действует эвенкийская семейно-родовая община «Юктэ», занимающаяся рыбной ловлей и охотой.

## Достопримечательности
- Живописный берег реки Верхняя Ангара.
- Источник Дзелинда.
- Железнодорожный вокзал